# 辻﨑由希乃
辻﨑 由希乃（つじさき ゆきの、1994年6月21日 - ）は、日本の女子ラグビーユニオン選手。

## プロフィール
- 福井県出身[1]。
- ポジションはセンター(CTB)。
- 身長 161cm、体重 61kg
- 7人制女子日本代表に選ばれたことがある[2]。

## 略歴
鯖江高校、北陸学院大学を経て、2019年、ながとブルーエンジェルスに加入。
2024年、パリ2024五輪の7人制女子日本代表バックアップメンバーに選ばれた。